# Haste (Epigraphik)
Eine Haste bedeutet in der Epigraphik im eigentlichen Sinn einen Schaft, somit eine senkrechte gerade Linie als Teil eines Buchstabens. Im erweiterten Sinn findet der Begriff Anwendung bei (fragmentarisch erhaltenen) Teilen von Buchstaben, die abweichend vertikal oder schräg verlaufen. In der Paläografie wird der Begriff für senkrechte Striche verwendet. In dieser Bedeutung stellt er einen Grundbegriff der Hasta+Coda-Theorie zur Analyse von Buchstabenformen dar.